# Kyselina polyasparagová

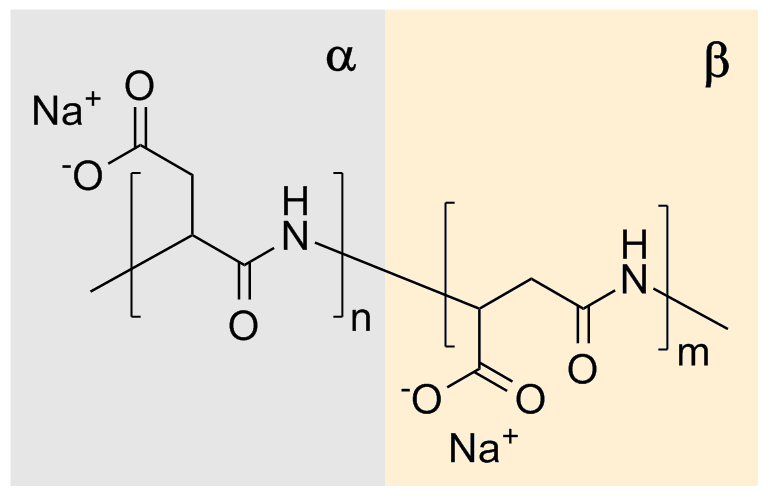
Polyaspartát sodný

Kyselina polyasparagová je biologicky rozložitelný a ve vodě rozpustný kondenzační polymer založený na kyselině asparagové. Využít se dá například při změkčování vody. Chemickým překřížením lze z této látky vytvořit hydrogely, které jsou citlivé na pH a v kyselých prostředích se smrskávají, zatímco v zásaditých bobtnají.
Sodnou solí této kyseliny je polyaspartát sodný.
V přírodě se kyselina polyasparagová vyskytuje jako součást bílkovin, kde vytváří řetězce až 50 aminokyselin, ale nebyla z žádného přírodního zdroje izolována jako čistý homopolymer.
První izolaci syntetického polyaspartátu sodného, získaného tepelnou kondenzací kyseliny asparagové, popsal Hugo Schiff koncem 19. století; později navrhl, že meziproduktem této polykondenzace by mohl být polysukcinimid.
Kyselinu polyasparagovou lze získat jak jako samotnou kyselinu, tak i jako sodnou sůl.

## Vlastnosti a struktura
Vzhledem k přítomnosti karboxylových skupin je kyselina polyasparagová aniontovým polyelektrolytem. Přírodní vzorky obsahují α,-propojené molekuly kyseliny L-asparagové; oproti tomu mohou opakující se jednotky syntetického produktu, v závislosti na stereoizomerii výchozí suroviny (zda jde o kyselinu D- nebo L-asparagovou) a syntetickém postupu, obsahovat čtyři různé izomery. Vzhledem k přítomnosti amidových vazeb je kyselina polyasparagová biologicky rozložitelná.

## Výroba

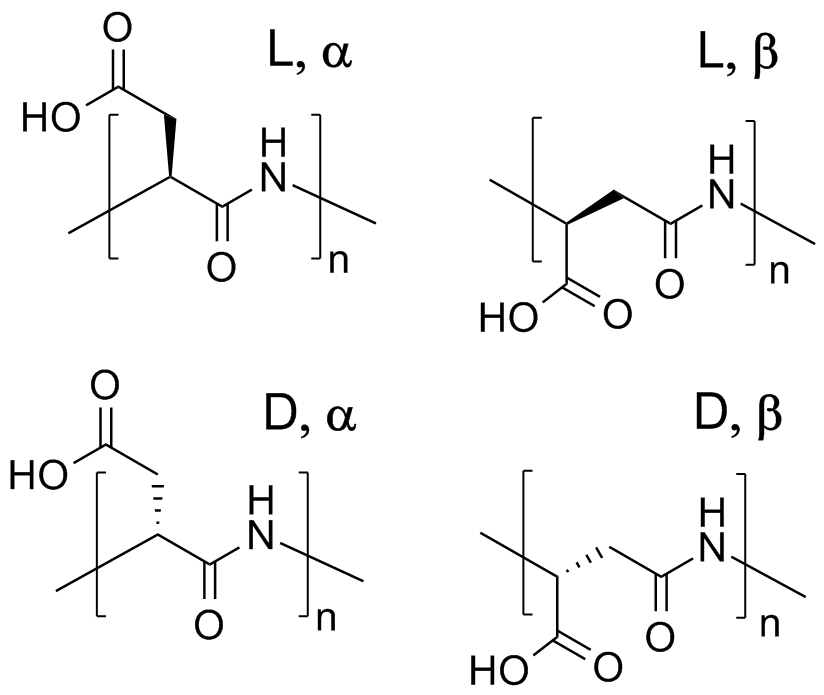
Izomery monomeru

Kyselinu polyasparagovou lze získat několika způsoby; nejjednodušší a nejstarší postup spočívá v zahřívání kyseliny asparagové za účelem dehydratace, po níž vzniklý polysukcinimid reaguje s vodným roztokem hydroxidu sodného, což vede k částečnému otevírání sukcinimidových kruhů. V tomto kroku se tvoří DL-(α,β)-poly(aspartát) sodný obsahující 30 % α vazeb a 70 % β vazeb náhodně rozdělených v polymerním řetězci a racemizované aspartátové chirální centrum. K vylepšení tepelné polymerizace bylo vyvinuto několik katalyzátorů. Jejich výhodami jsou urychlení reakce a vyšší molekulové hmotnosti produktů.
Další možností výroby kyseliny polyasparagové je polymerizace maleinanhydridu za přítomnosti roztoku hydroxidu amonného.
Polymerizace derivátů N-karboxyanhydridu umožňují řídit uspořádání monomerů polymerizacemi esterů kyseliny asparagové nebo využitím enzymů.
Těmito způsoby je možné získat čisté homopolymery, D- nebo L-polyaspartát obsahující pouze α- nebo β-spojení.
Tvorba kyseliny polyasparagové je příkladem postupné polymerizace za vzniku polyamidu. Kyselina asparagová se může polymerizovat při 180 °C za současné dehydratace a vzniku poly(sukcinimidu). Vzniklý polymer reaguje s hydroxidem sodným za hydrolýzy jedné ze dvou amidových vazeb sukcinimidového kruhu a vytvoří sodný karboxylát; zbývající amidová vazba tak propojí aspartátové zbytky. Tyto aspartátové zbytky se označují α nebo β podle toho, jaký karbonyl je součástí polymerního řetězce. U α formy se nachází polymerní řetězec o jeden uhlík vedle karbonylu, zatímco v případě β formy je vzdálen o dva uhlíky. Uvedenou reakcí vzniká poly(aspartát) sodný obsahující přibližně 30 % spojení α a 70 % spojení β-.

## Použití
Kyselina polyasparagová jsou biologicky rozložitelnými alternativami polyaniontových materiálů, jako je kyselina polyakrylová. Mohou bránit ukládání uhličitanu vápenatého, síranu vápenatého, síranu barnatého a fosforečnanu vápenatého a být použity při odsolování vody a zpracovávání odpadních vod.
Chelatační vlastnosti této látky lze využít k ochraně před korozí. Ta také může sloužit jako detergent a dispergační látka.
Polyaspartát má rovněž využití v biomedicíně. Jeho vysokou afinitu k vápníku lze uplatnit v cíleném doručování léčiv do kostí. Hlavní složkou kostí (kolem 70 %) je hydroxyapatit (mineralizovaný fosforečnan vápenatý). Upravený polyaspartát lze použít i v jiných oblastech biomedicíny.
Protože se dá vyrobit způsobem šetrným k životnímu prostředí a navíc se vyznačuje biologickou rozložitelností, tak může být kyselina polyasparagová náhradou některých materiálů, například polyakrylátu sodného, při výrobě plenek a v zemědělství. Polyaspartát může sloužit jako nasákavý materiál na obaly od potravin. Míra nasákavosti, související s mechanickými vlastnostmi hydrogelu, může být upravována změnami hustoty překřížení ve struktuře.